# Meredith
Meredith – imię pochodzenia walijskiego, początkowo męskie, od imienia Maredudd – "wielki pan"; w XX wieku używane również jako imię żeńskie. Występuje też jako nazwisko. 
W języku walijskim przyjmuje formy "Maredudd" bądź "Meredydd".